# Портрет старого чоловіка (Мемлінг)
«Портрет старого чоловіка» (нід. Portret van een oude man, англ. Portrait of an Old Man) — картина, написана фламандським художником Гансом Мемлінгом (Hans Memling, 1433/1435 -1494) близько 1475 року. Картина перебуває в постійній експозиції музею Метрополітен у Нью-Йорку. Вона написана олією на дереві, розмір — 26,4 × 19,4 см, розмір власне зображення — 25,4 × 18,4 см.

## Історія і опис

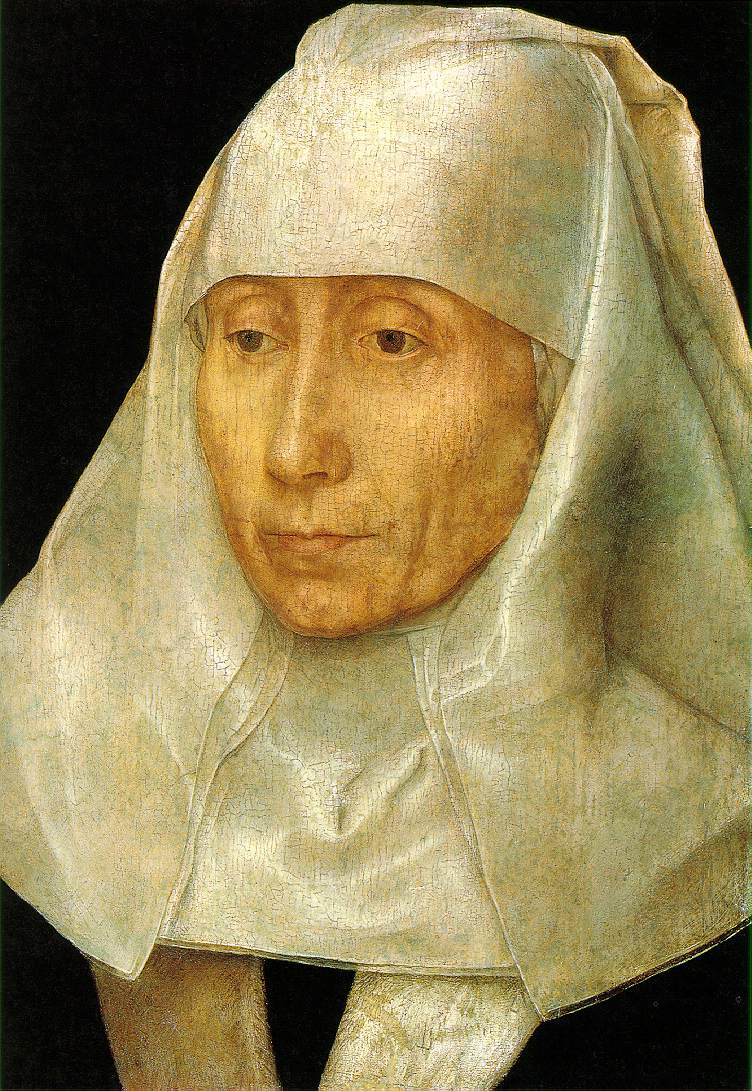
Портрет старої жінки, Ганс Мемлінг

На картині зображено літнього чоловіка, який сидить зі спокійно складеними перед собою руками — пальці його рук видно в нижній частині картини. Вважається, що цей портрет становив диптих із «Портретом старої жінки» (його дружини), який наразі перебуває в колекції Музею витончених мистецтв у Х'юстоні. Це припущення було вперше висловлено мистецтвознавцем Джеком Шрадером (Jack Schrader) у 1970 році.
До 1895 року «Портрет старого чоловіка» перебував у приватній колекції в Англії. У 1895 році його було продано Альберту фон Оппенгейму із Кельна, який помер у 1912 році. У 1912 році картину було продано за 82 000 доларів бізнесмену і колекціонеру з Нью-Йорка Бенджаміну Олтману. Бенджамін Олтман помер у 1913 році, заповівши свою колекцію музею Метрополітен, у якій, окрім цієї картини, були й інші роботи Мемлінга — портрети Томмазо ді Фолько Портінарі і Марії Маддалени Портінарі.
Це не єдина картина художника з такою назвою — також відома інша картина Мемлінга «Портрет літнього чоловіка», написана в 1470—1475 роках і зберігається у Державних музеях Берліна.